# 시오자키촌 (야마나시현)
시오자키촌(塩崎村)은 야마나시현 기타코마군에 있던 촌이다. 현재의 가이시 서쪽에 해당한다,

## 역사
- 1875년 6월 - 고마군 4개 촌이 합병해 시오자키촌이 성립하였다.
- 1878년 7월 22일 - 군구정촌편직법에 의해, 시오자키촌은 기타코마군에 소속되었다.
- 1889년 7월 1일 - 정촌제 시행에 의해 근세이후의 시오자키촌이 단독으로 지자체를 형성하였다.
- 1955년 3월 5일 - 도미촌과 합병해, 후타바정이 성립하여, 동일 도미촌은 폐지되었다.

## 교통

### 철도
- 일본국유철도
  - 주오본선

### 도로
- 국도 제20호선

## 참고문헌
- 角川日本地名大辞典 19 山梨県